# Wołyń (Łódź)
Pour l’article homonyme, voir Wołyń.
Wołyń est une localité polonaise de la gmina et du powiat de Zgierz en voïvodie de Łódź.